# 多倫 (荷蘭)
多倫 是荷兰中部乌得勒支省乌得勒支赫弗尔吕赫的一个城镇，2021年人口是10,260人。末代德国皇帝威廉二世1918年退位后定居于此地的多伦庄园，1941年死于此地。